# 弗蘭克福鎮區 (明尼蘇達州毛爾縣)
弗蘭克福鎮區（英語：Frankford Township）是位於美國明尼蘇達州毛爾縣的一個行政鎮區。

## 地方資料
弗蘭克福鎮區的面積為77.50平方千米，當中陸地面積為77.49平方千米，而水域面積為0.01平方千米。根據2020年美國人口普查的數據，當地共有人口385人，而人口密度為每平方千米4.97人。